# Julia Brüssel
Julia Brüssel (* 1993 in Köln) ist eine deutsche Jazz- und Improvisationsmusikerin (Geige, Stimme).

## Leben und Wirken
Brüssel, die in Köln aufwuchs, erhielt klassischen Geigenunterricht bei Gudrun Pagel und Sebastian Reimann. 2003 errang sie bei Jugend musiziert einen Ersten Preis in der Kategorie Solo-Violine. Von 2013 bis zum Bachelor 2018 studierte sie Jazz-Geige an der dortigen Musikhochschule bei Michael Gustorff sowie Roger Hanschel und Sebastian Gottschick.
Brüssel ist hauptsächlich in den Bereichen Improvisation, elektronische Musik, Ambient, sowie Jazz und Weltmusik aktiv. Schon während ihres Studiums gehörte Brüssel zur Großformation The Dorf, mit der bis 2020 mehrere Alben entstanden; mit dieser Formation erhielt sie 2020 den WDR-Jazzpreis (Ehrenpreis). Im Quartett hilde trat sie 2020 beim Moers Festival auf. Sie spielte überregional in ihrem Julia Brüssel Quartett, im Duo mikuji mit Tim Abramczik sowie mit Cemîl Qoçgiriî & Avian Quartet. Auch trat sie mit Soloperformances, mit Stephan Mattners String Project, mit Benny Troschel und mit Norbert Steins 2. Kölner Weltorchester auf. Sie ist auch auf den Alben Kölsche Heimat 01: Ahle Schätzje neu lackeet (mit Kasalla) und Berlin von Christian Brückner zu hören. Seit 2022 begleitet sie die Band AnnenMayKantereit als Gastmusikerin auf deren Tourneen.

## Diskographische Hinweise
- The Dorf/N: Lux (Umland 2017)
- The Dorf & Consord: Die vollkommene Larve (Umland 2018)
- Check Test Check: Half Laboratory – Half Band (Umland 2019)
- Hilde: Open (Umland Records 2020, mit Marie Daniels, Emily Wittbrodt, Maria Trautmann)
- Julia Brüssel / Frank Gratkowski / Lothar Ohlmeier / Wolfgang Seidel: Toc (Umland 2021)
- Hilde: Tide (2024)